# George Short
George Short, född 5 maj 1941, är en friidrottare från Kanada. Han deltog vid olympiska sommarspelen 1960.